# De boerendans
De boerendans of De dorpskermis is een schilderij in olieverf van de schilder Pieter Bruegel de Oude. Het is geschilderd ca. 1567 en wordt tentoongesteld in het Kunsthistorisches Museum in Wenen.

## Geschiedenis
Het paneel is gedateerd noch gesigneerd, maar is rond dezelfde tijd geschilderd als De boerenbruiloft. De twee schilderijen zijn van dezelfde grootte en worden vaak gezien als bij elkaar horend. Ook De boerenbruiloftsdans behandelt hetzelfde thema. Ze zijn voorbeelden van Bruegels late werk, gekenmerkt door monumentale figuren die getuigen van zijn hernieuwde belangstelling voor de Italiaanse kunst.

## Voorstelling
Vanuit een laag standpunt zien we feestelijkheden in een dorpsstraat. Een danser trekt zijn vrouw het beeld binnen en doet dat feitelijk ook met de kijker. Zijn anatomisch onjuiste benen zijn mogelijk een ingreep om dynamisme te suggereren. De doedelzakspeler krijgt drank aangeboden. Het viertal achter hem aan tafel is duidelijk aangeschoten. Elders is de sfeer vrolijk: een kussend paar, een klein meisje dat leert meedansen, een man die zijn tegenstribbelende vrouw uit de herberg trekt.

## Interpretatie
Waarschijnlijk is de boerendans geen gewone voorstelling van een boerendans. Het gaat over een morele afbeelding met thema's zoals lust, angst en woede. De man die naast de doedelzakspeler zit heeft een pauwenveer op zijn hoed, wat symbool staat voor trots en ijdelheid. Er is ook een nar te zien. De dansers dansen met hun rug naar de kerk toe, waaruit volgens Fritz Grossmann hun afkeer van de kerk zou blijken. Sellink noemde deze interpretatie dan weer potsierlijk. Hij ziet een Bruegel die met milde ironie het boerenleven observeert. Herman Pleij daarentegen stelt dat Bruegel vanuit een humanistische stadstraditie het primitieve en ongeremde boerenleven afkeurend bekeek. In hun haast om aan het feest deel te nemen loopt het koppel rechts voorbij het bidprentje dat aan de boom hangt. Volgens de toenmalige gedragsvoorschriften moest men voor zo'n prentje stil blijven staan en al mediterend het gebed lezen.